# Centro de Documentación de Lenguas Indígenas
El Centro de Documentación de Lenguas Indígenas (CELIN) es un centro de documentación del Museo Nacional de Brasil que sufrió gravemente las consecuencias del incendio del museo de 2018 . Sin confirmación oficial, podría haber perdido todo lo que no estaba digitalizado. La entidad fue creada en 2004 para preservar documentos textuales, sonoros y visuales relacionados con las lenguas indígenas y variedades del portugués de Brasil. También formaba parte del centro una biblioteca con libros relacionados con la teoría lingüística, educación indígena, antropología, arqueología, literatura y filosofía. 
En 2018, de las 2000 tribus indígenas de la Amazonia que había antes de la colonización quedaban 500, que hablaban unas 330 lenguas, 50 de las cuales estaban en peligro de extinción. El centro de documentación guardaba investigación sobre 160 de estas lenguas indígenas, que se habían conseguido con un alto coste y eran la esperanza para preservar muchas lenguas. Las cenizas de los documentos llegaron a más de un kilómetro de distancia del museo.
En otros espacios del museo no relacionados con el CELIN había más elementos de estas culturas que también se perdieron. En el momento del incendio el museo contenía 40.000 objetos de 300 pueblos indígenas. Entre el material calcinado había esculturas y obras de arte de las culturas konduri, maraca, marajoara, santarém y trombetas. Había muñecas, cestos, plumas, máscaras, colgantes y vajilla como una muestra de etnología brasileña. También había objetos como cabezas y cuerpos momificados encontrados en Brasil que formaban parte de la muestra de antropología biológica.

## Colecciones

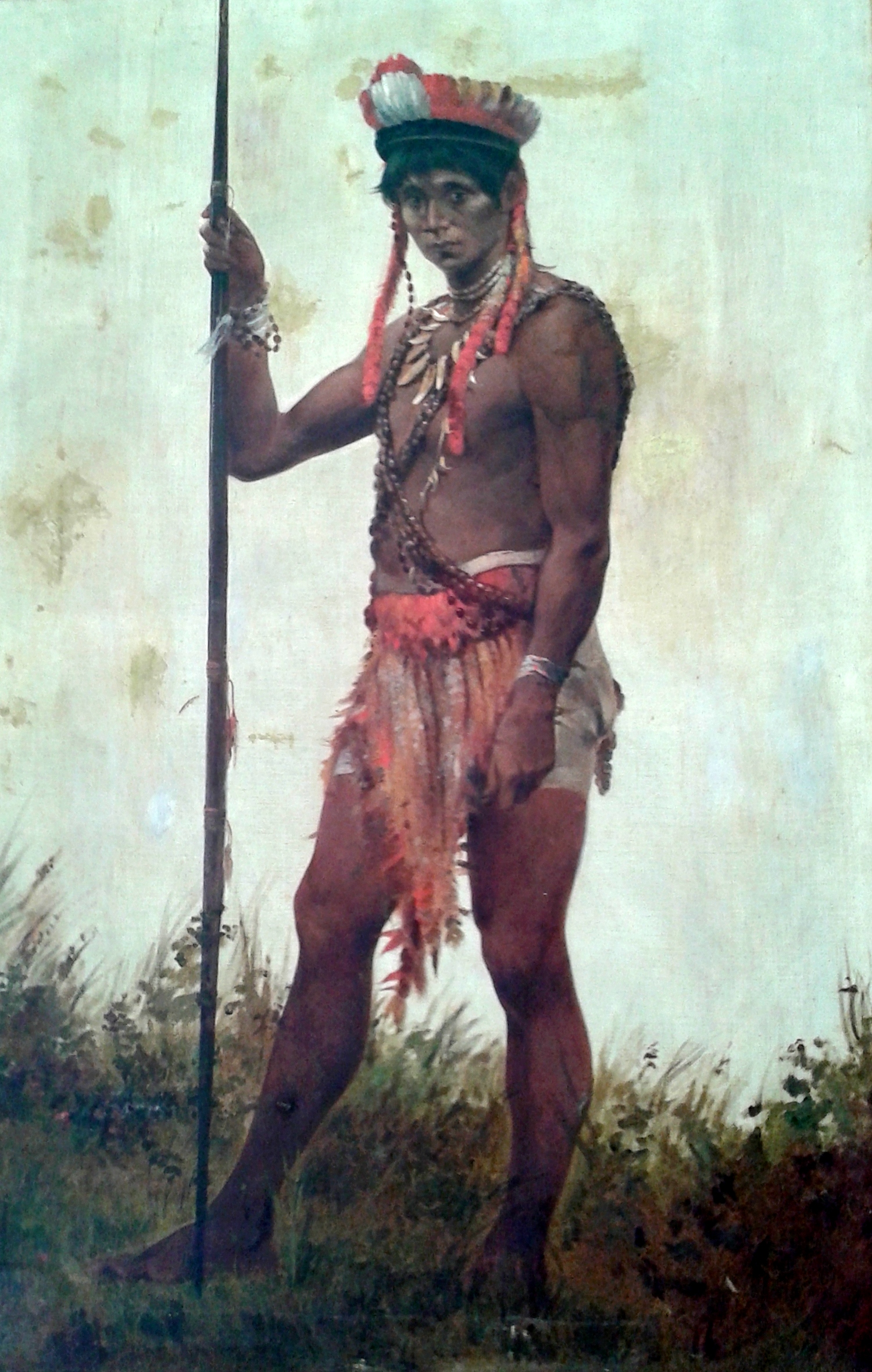
Décio Villares, jefe de los indígenas Uaupés, en una pintura al óleo que estaba en el museo antes del incendio.

- Archivo documental. Conjunto de documentos relacionados con fuentes primarias y resultados de la investigación sobre lenguas indígenas de América del Sur con información relacionada con el vocabulario, el análisis fonológico y la gramática. También contiene manuales de lenguas indígenas brasileñas y de varios países del mundo preparados para hablantes de idiomas que no tienen escritura.
- Archivo sonoro. Hay cintas de casete, cintas, discos y CD, relacionados con las lenguas indígenas. Incluyen fragmentos de discursos narrativos, cantos y vocabulario tanto de las lenguas indígenas como de las lenguas resultantes del contacto portugués. Algunos de las grabaciones son digitales.
- Archivo visual. Fotos con negativos flexibles y negativos en vidrio de grupos indígenas brasileños, así como algunas películas.
- Archivo Nimuendajú. Un archivo clave para entender la historia de las lenguas indígenas en Brasil son los datos recogidos y analizados por Curt Nimuendajú, considerado el padre de la etnología en Brasil.[8]
- Archivo Crocker. El archivo de William Crocker contiene una amplia documentación sobre o Canela, una lengua del grupo Timbira, familia Je, tronco Macro-Je, con grabaciones dirigidas por este investigador.
- Archivo Rodrigues. Concentra los materiales recogidos por el investigador Aryon Rodrigues, valiosos para los estudios de lingüística y lenguas indígenas, así como para comprender la historia de los estudios lingüísticos de Brasil. Publicó una lista de las lenguas indígenas de Brasil con el número de hablantes, la localización y la familia.[9]